# 井田正孝
井田 正孝（いだ まさたか、1912年（大正元年）10月5日 - 2004年（平成16年）2月6日）は、日本の陸軍軍人、実業家。最終階級は陸軍中佐。後に旧姓・岩田に復した。

## 経歴
1912年(大正元年)10月、岐阜県不破郡関原村にて野砲兵第18聯隊附岩田富士太郎砲兵少佐（のち砲兵大佐､陸士9期)の四男として生れる。岐阜県大垣中学校を経て、1929年（昭和4年）4月に陸軍士官学校予科に合格する。1933年（昭和8年）7月には、陸軍士官学校本科（45期）を卒業。卒業序列は皇族(孚彦王)･公族(李鍝公)を除いて6番/335名という優秀なものだった。同年10月、砲兵少尉に任官し野戦砲兵第1聯隊附となる。同聯隊には、終戦時に宮城事件の首謀者となる畑中健二（46期）も所属していた。
1935年（昭和10年）頃より、東大教授平泉澄の直門として竹下正彦歩兵中尉（42期）、畑中健二砲兵少尉と親交を深める。1936年（昭和11年）4月、男爵井田磐楠砲兵少佐（13期）の養嗣子となる。陸軍砲工学校高等科で学び、1939年（昭和14年）に起きたノモンハン事件では、野戦重砲兵第3旅団の観測将校として参加している（『ノモンハン④』p.362）。1941年（昭和16年）12月、陸軍大学校（55期）を優等で卒業した。以降、第33師団参謀、軍務局課員（軍務課）、台湾軍参謀（台湾軍から改編された第10方面軍参謀）などを歴任する。陸軍中央に戻った井田少佐は、1944年（昭和19年）1月に大本営移動計画を発案し、陸軍次官富永恭次中将（25期）に計画書を提出。大本営の建設場所には松代（現在の長野市松代地区）を選定した。この時のことを1981年（昭和56年）12月26日に放映された、NHK番組「歴史への招待」（「幻の大本営 昭和20年」）の中で司会の鈴木健二アナウンサーに話している。
1945年（昭和20年）6月、陸軍省軍務局軍務課員（予算班）となり、同月、45期一選抜のひとりとして最後の中佐進級者となっている。終戦時、ポツダム宣言受諾に反対し、｢宮城事件」の首謀者の一人となり、近衛師団長森赳中将（28期）の殺害現場に居合わせている。その後赴いた陸相官邸において陸軍省軍務局軍務課内政班長の竹下中佐とともに陸軍大臣阿南惟幾大将（18期）の自刃にも立ち会うことになった。クーデターは失敗し、8月15日に陸軍省で自決する決心をしていたが、これを予期した見張りの将校に止められ断念した。同月、重謹慎30日の処分を受け、同月31日、予備役に編入。なお敗戦によって裁くべき軍組織が解散させられたため、井田は軍事裁判にかけられることも刑事責任を問われることもなかった。
終戦後は公職追放仮指定を受け、在日米軍司令部戦史課に勤務した後、電通に入社し、総務部長及び関連会社電通映画社の常務を勤めた。1955年（昭和30年）に離婚して、姓を岩田に復姓している。敗戦後も一貫して、本土決戦をすべきだったと主張していた。

## 余談
戦時中、台湾軍司令部に配属されていた後藤田正晴が、井田は台湾の部隊をむやみに移動させていたとしているが、それを米軍が航空写真で分析して台湾に大規模の軍隊が展開していると判断して台湾上陸が実施されなかったのだろうとも述べている。

## 家族親族
- 父：岩田富士太郎（砲兵大佐、陸士9期）
- 義父：井田磐楠（男爵、砲兵少佐、陸士13期）
- 弟：岩田道孝（歩兵大尉、陸士48期）戦死